# اندیس شمال عربشاه
شمال عربشاه یک اندیس فلزی است که در حوالی شهر تکاب استان آذربایجان غربی قرار دارد و مادهٔ معدنی موجود در آن، طلا است.  در این اندیس، پاراژنز‌های طلا، آنتیموان و ارسنیک یافت می‌شوند.